# Лицей № 32 (Вологда)
Муниципальное общеобразовательное учреждение «Лицей № 32» — одно из старейших учебных заведений Вологды, которое ведет своё начало от дореволюционной женской гимназии.

## История
- 1902, 13 сентября — начались занятия в четырёхклассной Вологодской женской прогимназии.
- 1905, октябрь — прогимназия переехала на Золотушную набережную в дом Катранова (сейчас Мира, 38).
- 1906, 20 марта — Вологодская женская прогимназия преобразована в гимназию.
- 1906, 23 мая — гимназии присвоено наименование Второй вологодской женской гимназии[1].
- 1913, 1 января — в гимназии насчитывалось 404 ученицы. В 1913—1914 учебном году 7-й класс окончило 59 человек, а 8-й педагогический — 48[2].
- 1918 — Вторая женская гимназия преобразована в школу II ступени № 4.
- 1919—1920 — учащиеся занимаются в здании бывшей Мариинской женской гимназии.
- 1923, август — на набережной Свободы, 14 (здание бывшей женской гимназии № 2) открыта школа-девятилетка № 4 имени III Интернационала, появившаяся в результате слияния школы № 5 и опытно-показательной школы.
- 1924 — объединение школ № 4 и № 5. Переименование в школу-семилетка № 4 имени III Интернационала.
- 1926 — школе № 4 присвоен номер 1.
- 1930 — школа № 1 ликвидирована.
- 1932 — здание школы передали школе ФЗС № 5.
- 1936 — школа № 5 передана из ведения Вологодского ГОРНО в ведение Наркомата путей. Переименование в «Среднюю железнодорожную школу № 5».
- 1937 — переименование в среднюю школу № 10 Отдела школ Северной железной дороги.
- 1941 — школа переехала с набережной Свободы, 4 в здание на углу улиц Октябрьской и Ленинградской.
- 1943 — объединены школы № 7 и № 10 СЖД.
- 1956, август — средняя женская школа № 7 СЖД преобразована в школу-интернат № 1 СЖД.
- 1957 — из школы-интерната № 1 выделена восьмилетняя школа № 10 СЖД
- 1960 — штат школы № 10 СЖД принят в штат Вологодского ГОРОНО.
- 1969 — реорганизация из восьмилетней школы в среднюю.
- 1970 — школа переехала на Кирова, 35.
- 2003 — в школе открыт исторический музей.
- 31 июля 2008 года — школе присвоено звание лицея[3].

## Музей
Музей школы был открыт в октябре 2003 года. На стендах отражена столетняя история учебного заведения. Представлены фотографии зданий и документы. На стенде «Директора школы» помещены очерки о руководителях школы с 1902 года по настоящее время, их фотографии. На отдельном стенде прослежена 30-летняя история клуба «Следопыт».
Особую ценность представляют материалы, относящиеся к первой половине столетней истории школы (учебники, книги и т. д.). В стеклянных витринах находятся школьные реликвии:
- аттестаты, грамоты, фотографии выпускников
- атрибуты пионерской организации: горн, барабан, отрядный флаг, вымпелы
- школьная форма 1960—1970 годов

Большую ценность представляет переписка с ветеранами дивизий, сформированных в Вологде в годы Великой Отечественной войны, а также исторические материалы о боевом пути дивизий:
- рассказы ветеранов о боевых эпизодах
- боевые реликвии
- фотографии и документы

В зале военной славы открыты «Доски Памяти» майору Леониду Львовичу Пастухову и Александру Сергеевичу Беспалову, погибшим в Чечне.

## Директора Лицея[5]
- 1902—1905 гг. — Ольга Федоровна Андронникова
- 1905—1918 гг. — Екатерина Константиновна Наркевич
- 1918—1923 гг. — Вера Дмитриевна Андреевская
- 1923—1929 гг. — Николай Витальевич Лебедев
- 1929—1930 гг. — Михаил Васильевич Грачев
- 1930—1931 гг. — Петр Александрович Доброумов
- 1931—1932 гг. — Ксения Викторовна Иванова
- 1932—1934 гг. — Иван Сергеевич Матросов
- 1935—1936 гг. — Вера Дмитриевна Дилакторская
- 1936—1938 гг. — Федор Михайлович Свинин
- 1938—1942 гг. — Леонид Ефимович Волков
- 1943—1957 гг. — Татьяна Петровна Зворыкина
- 1957—1962 гг. — Тамара Васильевна Махова
- 1962—1975 гг. — Анатолий Федорович Малков
- 1975—1978 гг. — Виталий Степанович Репин
- 1978—1999 гг. — Маргарита Александровна Чуранова
- 1999—2010 гг. — Галина Александровна Маничева
- 2010—2018 гг. — Елена Львовна Беляева[6]
- 2018—2019 — Ирина Александровна Курбеева[7]
- 2019—по наст. время — Ольга Юрьевна Воронина